# マーク・ジョンソン (アイスホッケー)
マーク・ジョンソン（Mark Johnson、1957年9月22日 - ）は、アメリカ合衆国ミネソタ州ミネアポリス、ウィスコンシン州マディソン出身の元プロアイスホッケー選手、アイスホッケー指導者。

## 経歴

### 現役時代
ウィスコンシン大学マディソン校の伝説的なコーチだった父親のボブ・ジョンソンの下で3年間プレイした。1977年、1年次でNCAAチャンピオンシップ優勝を味わった。大学発の西部地区ホッケー協会（WCHA）の新人王に選ばれ、大学の歴代得点2位となり、オールアメリカンには2度選ばれている。
父親がアメリカ合衆国代表コーチを務めていた1976年に18歳で国際大会に初出場し、11試合でプレイしている。また1978年から1990年まで8回のアイスホッケー世界選手権に出場した。1980年のレークプラシッドオリンピックのソビエト連邦戦の第1ピリオド終了間際にゴールを決めて、ソビエト連邦のコーチだったビクトル・チーホノフはウラディスラフ・トレチャクを交代させた。この疑問に残る采配もあり、アメリカ合衆国はこの試合で逆転勝利を収めた。この試合の第3ピリオドにも同点となる得点を決めている。また、フィンランド戦でもゴールを決めて勝利に貢献し、金メダルを獲得した。
NHLではピッツバーグ・ペンギンズ、ミネソタ・ノーススターズ、ハートフォード・ホエーラーズ、セントルイス・ブルース、ニュージャージー・デビルスでプレイした。1983年から1985年までの2年間はホエーラーズのキャプテンを務め、1984年のNHLオールスターゲームに選出された。また2年間はイタリアのMilan Saima SGで、そして1992年には現役最後のシーズンをオーストリアのチームで過ごした。
また、1998年のアイスホッケー世界選手権に41歳で2試合に出場し、アメリカ合衆国がグループAに残留するために力を尽くした。

### 現役引退後
引退後、彼は1996年から2002年まではウィスコンシン大学マディソン校の男子チームのアシスタントコーチを行った。そして2002年から女子アイスホッケーチームのヘッドコーチをしている。チームは2006年3月26日に行われたNCAAチャンピオンシップ決勝に勝ち初優勝を遂げた。翌2007年3月18日にも連覇を果たしている。
2001年にウィスコンシン州のホッケーの殿堂入り、2004年にはホッケーの殿堂入りを果たした。
2006年7月6日、彼はアイスホッケー女子アメリカ合衆国代表のヘッドコーチに就任し、再建に乗り出した。2000年、2002年のアイスホッケーアメリカ合衆国代表のアシスタントコーチも行っていた。

## 詳細情報

### 表彰
- WCHA ルーキー・オブ・ザ・イヤー （1977年）
- WCHA オールスターファーストチーム （1978年, 1979年）
- NCAA ウェストオールアメリカンファーストチーム（1978年, 1979年）
- WCHA 最優秀選手（1979年）

### 記録
- NHLオールスターゲーム選出：1回（1984年）

### 代表歴
- 1978年アイスホッケー世界選手権アメリカ合衆国代表
- 1979年アイスホッケー世界選手権アメリカ合衆国代表
- 1980年オリンピックアイスホッケーアメリカ合衆国代表
- 1981年アイスホッケー世界選手権アメリカ合衆国代表
- 1981 カナダ・カップ アメリカ合衆国代表
- 1982年アイスホッケー世界選手権アメリカ合衆国代表
- 1984 カナダ・カップ アメリカ合衆国代表
- 1985年アイスホッケー世界選手権アメリカ合衆国代表
- 1986年アイスホッケー世界選手権アメリカ合衆国代表
- 1987年アイスホッケー世界選手権アメリカ合衆国代表
- 1987 カナダ・カップ アメリカ合衆国代表
- 1990年アイスホッケー世界選手権アメリカ合衆国代表